# 블랙 팬서 (영화)
《블랙 팬서》(영어: Black Panther)는 2018년에 개봉한 미국의 슈퍼히어로 영화로, 마블 코믹스에 나오는 동명의 만화 등장인물을 주인공으로 한다. 마블 스튜디오가 제작하며, 월트 디즈니 스튜디오스 모션 픽처스가 배급하며, 마블 시네마틱 유니버스(MCU)의 18번째 작품에 해당한다. 감독은 라이언 쿠글러가 맡았으며, 조 로버트 콜과 함께 공동 각본가로도 참여하였다. 주인공인 트찰라 / 블랙 팬서 역은 채드윅 보스만이 연기하였으며, 마이클 B. 조던, 루피타 뇽오, 다나이 구리라, 마틴 프리먼, 대니얼 컬루야, 러티샤 라이트, 윈스턴 듀크, 앤절라 배싯, 포리스트 휘터커, 앤디 서키스 등이 출연하였다. 줄거리는 아버지의 사망 이후 와칸다 왕국의 왕 자리를 승계한 트찰라가 국가의 고립주의 정책을 버리고 세계적인 혁명을 일으키려는 킬몽거와 대치하는 이야기를 그린다.
배우 겸 제작자인 웨슬리 스나이프스는 1992년 블랙 팬서를 영화화하는 것에 관심을 보였지만, 실제로 계획이 이루어지지는 않았다. 이후 2005년 9월, 마블 스튜디오는 파라마운트 픽쳐스가 배급하는 마블의 등장인물을 기반으로 제작할 영화 10편 중에 블랙 팬서가 있음을 발표하였다. 시간이 지나 2011년 초에는 각본가 자리에 마크 베일리가 낙점되었다. 2014년 10월에는 공식적으로 블랙 팬서를 영화화할 것이라고 발표하였으며, 보스만이 2016년에 개봉한 《캡틴 아메리카: 시빌 워》에 이어 출연한다는 것도 밝혀졌다. 그리고 콜과 쿠글러도 합류하였으며, 5월에 이루어진 추가 캐스팅으로 《블랙 팬서》는 마블이 제작하는 영화 중에서는 처음으로 감독과 배역 대부분이 흑인인 영화가 되었다. 주요 촬영은 2017년 1월부터 4월까지 애틀랜타 대도시권에 있는 EUE/스크린 젬스 스튜디오와 대한민국의 부산에서 이루어졌다.
《블랙 팬서》는 2018년 1월 29일 로스앤젤레스에 위치한 돌비 극장에서 초연하였으며, 같은 해 2월 16일부터는 마블 시네마틱 유니버스 페이즈 3의 6번째 작품으로 미국 전역에 개봉하였다. 영화 비평가들은 감독, 각본, 연기(특히 보스만, 조던과 라이트), 의상, 미술, 사운드트랙 등의 부분에서는 극찬을 보냈고, CG 효과에 대해서는 일부 비판 의견이 존재하였다. 그리고 많은 비평가들은 MCU를 배경으로 한 영화 중에서 최고의 작품이라고 평하였으며, 동시에 전미 비평가 위원회나 미국 영화 연구소에서 선정한 2018년 최고의 영화 10편에 선정되는 일과 같이 문화적 중요성에도 주목하였다. 상업적으로도 전 세계적으로 13억 달러를 넘게 벌어들이며, 많은 박스 오피스 기록을 경신하였으며, 특히 당시 기록으로 역사상 아홉 번째로 매출이 높은 영화, 미국과 캐나다에서 세 번째로 흥행한 영화, 흑인이 감독을 맡은 영화 중에서 가장 많은 돈을 번 영화, 2018년 전 세계 박스오피스 2위 등을 세웠다.
수상 또한 여러 시상식에 후보로 올라 수상을 하였다. 제91회 아카데미상에서는 작품상에 후보로 올랐으며, 의상상, 음악상, 미술상을 거머쥐었다. 이로 《블랙 팬서》는 슈퍼히어로 영화로서는 처음으로 작품상 후보로 올랐으며, MCU 영화 중에서는 처음으로 아카데미상을 수상한 영화가 되었다. 외에도 제76회 골든 글로브상에서는 음악상, 주제가상, 드라마 부문 작품상에 후보로 선정되었으며, 제25회 미국 배우 조합상에서는 영화부문 캐스트상과 스턴트 앙상블상을 수상하였다. 제24회 크리틱스 초이스 영화상에서는 12개의 부문에 후보로 올랐으며, 미술상, 의상상, 시각 효과상을 수상했다. 속편은 쿠글러가 다시 감독과 각본을 맡았으며, 2022년 11월 개봉하였다.

## 줄거리
<캡틴 아메리카: 시빌 워>에서 첫 선을 보인 캐릭터 블랙 팬서 주연의 작품으로, 지구에서 가장 강한 희귀 금속 ‘비브라늄’을 보유한 와칸다의 국왕 ‘블랙 팬서’가 비브라늄을 노리는 새로운 적들의 위협에 맞서 와칸다와 전 세계를 지켜내는 이야기

## 배역
- 채드윅 보즈먼 - 티찰라 / 블랙 팬서 역
  - 애슈턴 타일러 - 어린 티찰라 역
- 마이클 B. 조던 - 은자다카 / 에릭 "킬몽거" 스티븐스 역
  - 세스 카 - 어린 킬몽거 역
- 루피타 뇽오 - 나키아 역
- 다나이 구리라 - 오코예 역
- 마틴 프리먼 - 에버렛 K. 로스 역
- 대니얼 컬루야 - 와카비 역
- 앤절라 바셋 - 라몬다 역
- 러티샤 라이트 - 슈리 역
- 윈스턴 듀크 - 음바쿠 역
- 포리스트 휘터커 - 주리 역
  - 덴절 휘터커 - 제임스 / 어린 주리 역
- 앤디 서키스 - 율리시스 클로 역
- 플로렌스 카숨바 - 아요 역
- 존 카니 - 티차카 역
  - 아탄드와 카니 - 어린 티차카 역
- 스털링 K. 브라운 - 은조부 역
- 스탠 리 - 카지노 고객 역 (카메오)
- 세바스티안 스탄 - 버키 반스 역 (엔딩 크레딧)
- 데이빗 S. 리 - 림바니 역

## 한국판 성우진
- 이호산 - 티찰라/블랙 팬서(채드윅 보즈먼)
- 심승한 - 에릭 킬몽거(마이클 B. 조던)
- 이지현 - 나키아(루피타 뇽오)
- 윤성혜 - 오코예(다나이 구리라)
- 정주원 - 에버렛 로스(마틴 프리먼)
- 이기호 - 와카비(대니얼 컬루야)
- 박리나 - 슈리(러티샤 라이트)
- 김인 - 음바쿠(윈스턴 듀크)
- 황창영 - 은조부(스털링 K. 브라운)
- 양정화 - 라몬다(앤절라 바셋)
- 이장원 - 주리(포리스트 휘터커/덴절 휘터커)
- 권창욱 - 율리시스 클로(앤디 서키스)
- 유동균 - 트차카(존 카니/아탄드와 카니) / 스탠 리(본인)
- 정성훈 - 윈터 솔져(세바스찬 스탠)
- 김하영 - 린다(나비야 비) / 아나운서(루시 호킹스)
- 김혜성 - 시스템 음성(트레버 노아)
- 박고운 - 농구하는 아이(알렉스 휴스)
- 강시현 - 농구하는 아이(클리퍼드 게이)
- 천지선 - 아요(플로렌스 카줌바)
- 신범식 - 민병대 대장(밤바디언 밤바)
- 김현욱 - 민병대(본디노 포브스)
- 이상운 - 민병대(도미니크 스미스)

## 제공
- 수입/배급 : 월트디즈니컴퍼니코리아 유한책임회사
- 제작 : 마블스튜디오

## 촬영
부산 로케이션 촬영은 2017년 3월 17일에 시작되었다. 부산 첫 촬영장소는 자갈치시장 일대이며 3월 29일에 영도 와치로 삼거리에서 촬영하였다.